# Richard Eilenberg
Richard Eilenberg, né le 13 janvier 1848 à Mersebourg – mort le 5 décembre 1927 à Berlin, est un compositeur allemand.